# Шут Балакирев (мультфильм)
Шут Балакирев — рисованный мультипликационный фильм 1993 года, режиссёра Галины Бариновой по мотивам русских народных сказок.

## Сюжет
Мультфильм по мотивам рассказов и анекдотов про Царя Петра и его шута.
У Императора Петра I был шут Балакирев и любимый кот Василий, который даже указы подписывал. Хотел Царь доказать, что наука природу одолеет, а шут всегда ему возражал. Допрыгался он до того, что Пётр выгнал его из страны. Но тот не растерялся: приехал в Швецию и попросил у короля земли, а потом вернулся в Россию и показал Царю, что есть у него купленная земля.
Жить где есть, но на что жить? Жалованья-то нету. И придумал шут, как достать деньги, да так обвёл вокруг пальца и Царя и Царицу, что ещё даже и награду получил. Простил его Государь и пригласил в гости, где объявил, что награждает орденскою лентой и звездой за «заслуги перед наукой» кота Василия и жалует ему дворянское звание. Балакирев разобиделся и на слова Петра о том, что наука природу таки одолела, ответил: «Никто её, матушку, не преодолеет!» и выпустил мышь, заранее им пойманную. Кот мгновенно позабыл о своём величии, погнался за нею и случайно разрушил макет корабля. В финале Балакирев произносит цитату: «Природу одолеть нельзя, и человеческая наука тоже не дура, потому как природна она!»

## Роли озвучивали
- Алексей Борзунов — шут Балакирев
- Владимир Ферапонтов — Пётр I
- Наталья Гундарева — Екатерина I
- Александр Белявский — Карл XII
- Клара Румянова — шутиха, жена Балакирева

## Создатели
- Авторы сценария: Анатолий Петров, Леонид Носырев
- Кинорежиссёр: Галина Баринова
- Художник-постановщик: Галина Петрова
- Кинооператор: Михаил Друян
- Звукооператор: Владимир Кутузов
- Художники-аниматоры: Марина Восканьянц, Галина Зеброва, Эльвира Маслова, Геннадий Сокольский, Дмитрий Куликов, Дмитрий Новосёлов, Александр Маркелов, Александр Давыдов, Леонид Старков, Андрей Рубецкой, Алексей Миронов
- Художники: А. Агеев, Ольга Белоголовая
- Монтажёры: Изабелла Герасимова, Ольга Василенко, В. Михайлова
- Редактор: Татьяна Папорова
- Директор съёмочной группы: Нина Соколова
- Музыка XVIII века в исполнении ансамбля «Мадригал»